# Ентезофит
Ентезофит је коштана пројекција на ентези која настаје као одговор на ентезопатију. То су коштане пролиферације (мамузе) које се развијају на ентези, односно на месту  везивања лигамента, тетиве или зглобне капсуле за кост. Они су оријентисани дуж правца повлачења и развијају се као одговор на понављајући механички стрес или генерализованo инфламаторно стање. Ентезофити се могу заменити са остеофитима који се чешће виђају код пацијената који имају бројне или велике остеофите (које створају кости).

## Патогенеза
Ентезофити су карактеристика дифузне идиопатске скелетне хиперостозе (ДИСХ), стања у коме је такође забележено присуство остеофита око великих зглобова. Ово сазнање је довело до спекулација да формирање остеофита и ентезофита може бити манифестација заједничког основног процеса. У прилог овом концепту, археолошке студије које укључују директно испитивање скелета су откриле снажне позитивне корелације између присуства ентезофита и присуства остеофита.  Штавише, у једној студији, примећена је повезаност између генерализованог формирања ентезофита и ебурнације кости (склероза коштаних површина за коју се сматра да представља губитак хрскавице пуне дебљине), што је довело до разматрања да остеоартритис (ОА) може представљати системски поремећај кости у коме је коштани одговор на механички стрес абнормалан. Међутим, само неколико студија је користило снимање зглобова за испитивање односа између ентезофита и остеофита/ОА, па су закључци били недоследни.
Насупрот томе, веза између повећане минералне густине костију (БМД) и радиографске ОА је широко пријављена,  а чини се да је ова повезаност најјача са коштаним карактеристикама ОА, као што су остеофити.  Недавне радиографске студије ОА кука у популацији особа са високом коштаном масом (ХБМ), у поређењу са контролним субјектима, ХБМ случајеви су имали повећану преваленцију ОА, претежно окарактерисану присуством остеофита и субхондралном склерозом, што указује на склоност формирању кости. Штавише, претходна клиничка фенотипизација ових особа показала је да су они са ХБМ чешће имали деформисану или додатну кост, укључујући уметке тетива и лигамената, у поређењу са контролном популацијом.  Ово сазнање је истраживаче навело размишљање да ентезофити такође могу чинити део ХБМ фенотипа.

## Диференцијална дијагноза
У диференцијалној дијагнози ентезофита требало би узети у разматрање:
- Синдесмофите: паравертебралне осификације које иду паралелно са кичмом, односно остеофите који типично вире окомито на кичму

- Остеофите: који се налаза  на ивици дегенеративног синовијалног зглоба